# Љубав у доба колере (филм)
Љубав у доба колере (енгл. Love in the Time of Cholera) је филм из 2007. године у режији Мајка Њуела. Филм је заснован на истоименом роману Габријела Маркеса и говору причу о љубавном троуглу између Фермине Дазе (Ђована Мецођорно) и њена два просца Флорентина Аризе (Хавијер Бардем) и доктора Хуванела Урбина (Бенџамин Брет), која обухвата период од 50 година, од 1880. до 1930.
Продуцент Скот Стајндфорд провео је више од три година тражећи од Габријела Маркеса права на екранизацију књиге, говорећи да је Флорентино и да неће одустати док не добије права.
То је први холивудски филм снимљен по неком Маркесовом роману. Такође, то је први филм на енглеском језику бразилске глумице и оскаровке Фернанде Монтенегро.

## Улоге
| Глумац                  | Улога                 |
| ----------------------- | --------------------- |
| Хавијер Бардем          | Флорентино Ариза      |
| Ђована Мецођорно        | Фермина Даса          |
| Бенџамин Брет           | доктор Хуванал Урбино |
| Џон Легвизамо           | Лоренцо Даса          |
| Фернанда Монтенегро     | Трансито Ариза        |
| Каталина Сандино Морено | Хилдебранда           |
| Алисија Борачеро        | Есколастика           |
| Лијев Шрајбер           | Лотарио Турго         |
| Лора Херинг             | Сара Норијега         |
| Ектор Елизондо          | Дон Лео               |